# Talasius
Talasius, Thalasius, Talassus ou Talassio est un dieu du mariage dans la religion romaine.

## Fonction de Talasius
Avant d'emprunter aux Grecs le dieu Hymen, qui n'est, du reste, jamais pour eux qu'une divinité poétique, les Romains possédaient dans leur religion nationale un certain Talasius, dont le souvenir est mêlé aux plus anciennes traditions de Rome, à la fondation de la ville par Romulus et à l'enlèvement des Sabines.
Autant qu'il est possible de dégager son être des mythes grecs qui ont déteint sur lui, il semble que Talasius ait été un vocable de Mars, comme Hymen le fut de Dionysos chez les Grecs et que sa signification soit à chercher dans l'idée de fécondité. 
Dans les mariages primitifs romains, on proférait l'exclamation de Talassio!, qui laisse à penser que Talasius était la personnification du mariage garanti par la religion et par la loi.